# Dely Ibrahim
Dely Ibrahim è un comune dell'Algeria, situato nella provincia di Algeri.